# Dugo Selo
Dugo Selo – miasto w Chorwacji, w żupanii zagrzebskiej, siedziba miasta Dugo Selo. W 2011 roku liczyło 10 453 mieszkańców.

## Geografia
Dugo Selo leży 23 km na wschód od Zagrzebia, na wysokości 106 m n.p.m.
Przez miasto przebiega droga z Zagrzebia do Bjelovaru, Đurđevaca, Koprivnicy, Križevci i Vrbovca. Krzyżują się tu linie kolejowe podrawska (Dugo Selo – Vrbovec – Križevci – Koprivnica – Węgry) i posawska (Zagrzeb – Vinkovci).
Miejscowa gospodarka oparta jest na przemyśle drzewnym, metalowym i spożywczym. W pobliżu miasta znajdują się złożą ropy naftowej, gazu ziemnego i żwiru.

## Historia
Pierwsza historyczna wzmianka o Dugim Selu pochodzi z początku XVI wieku. Rozwój demograficzny miasta miał miejsce po 1921 roku.